# Солиште
Солиште (болг. Солище) — село в Болгарии. Находится в Кырджалийской области, входит в общину Кырджали. Население составляет 311 человек.

## Политическая ситуация
В местном кметстве Солиште, в состав которого входит Солиште, должность кмета (старосты) исполняет Якуб Юмер Местан (Движение за права и свободы (ДПС)) по результатам выборов правления кметства.
Кмет (мэр) общины Кырджали — Хасан Азис (Движение за права и свободы (ДПС)) по результатам выборов в правление общины.